# Genesis G80
Genesis G80 – samochód osobowy klasy wyższej produkowany pod południowokoreańską marką Genesis od 2016 roku. Od 2020 roku produkowana jest druga generacja modelu.

## Pierwsza generacja

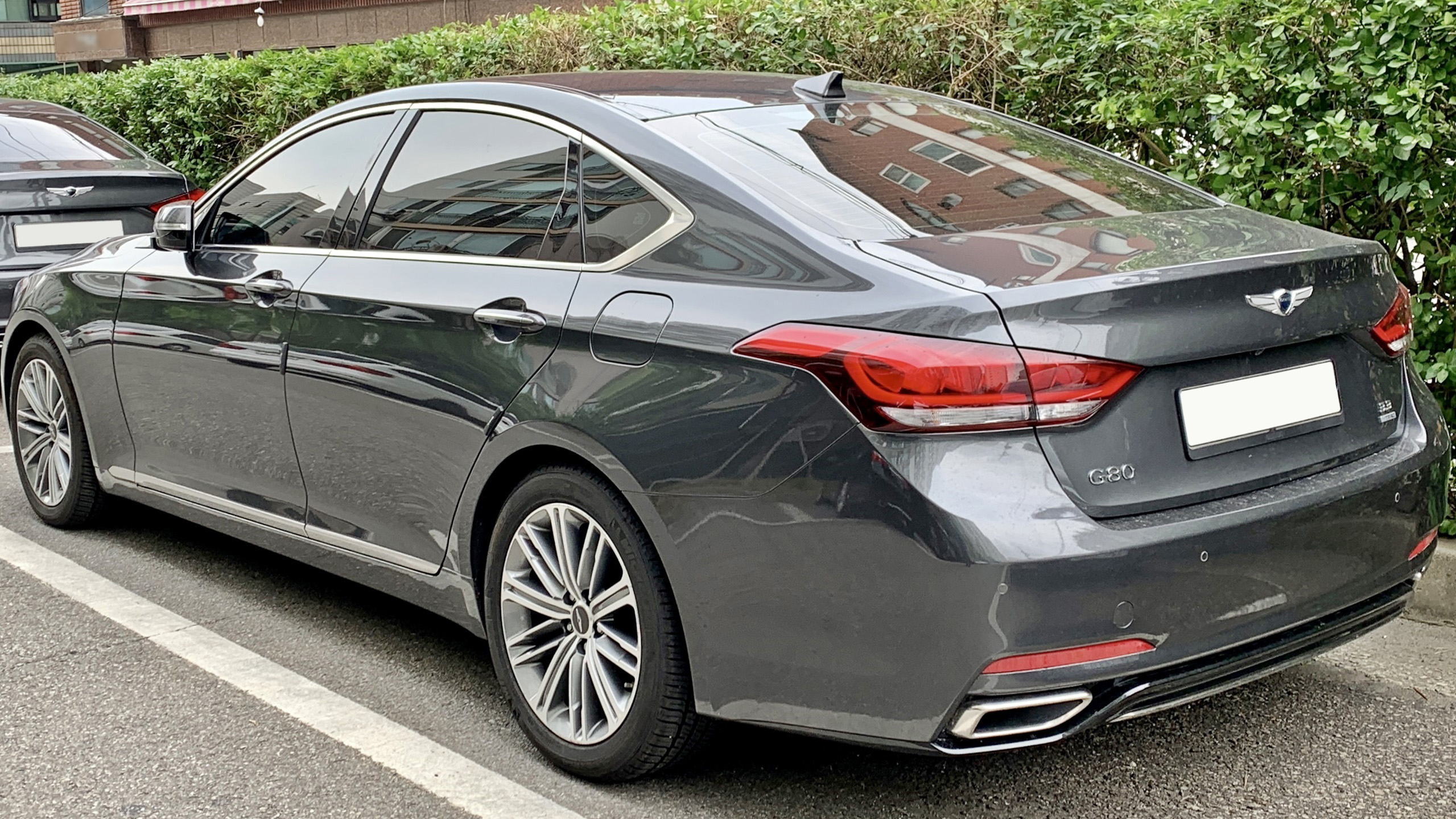
Genesis G80 I – tył

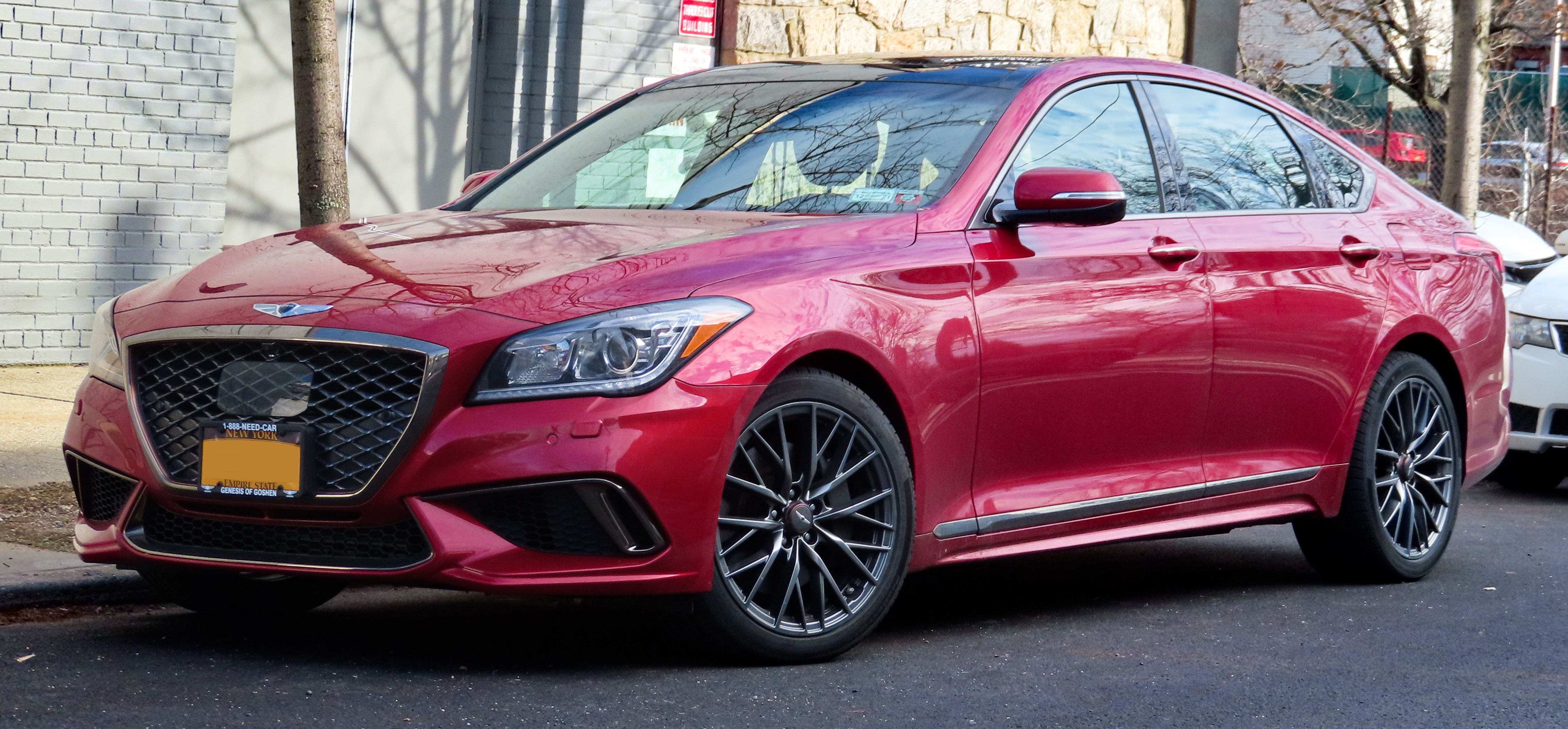
Genesis G80 I Sport

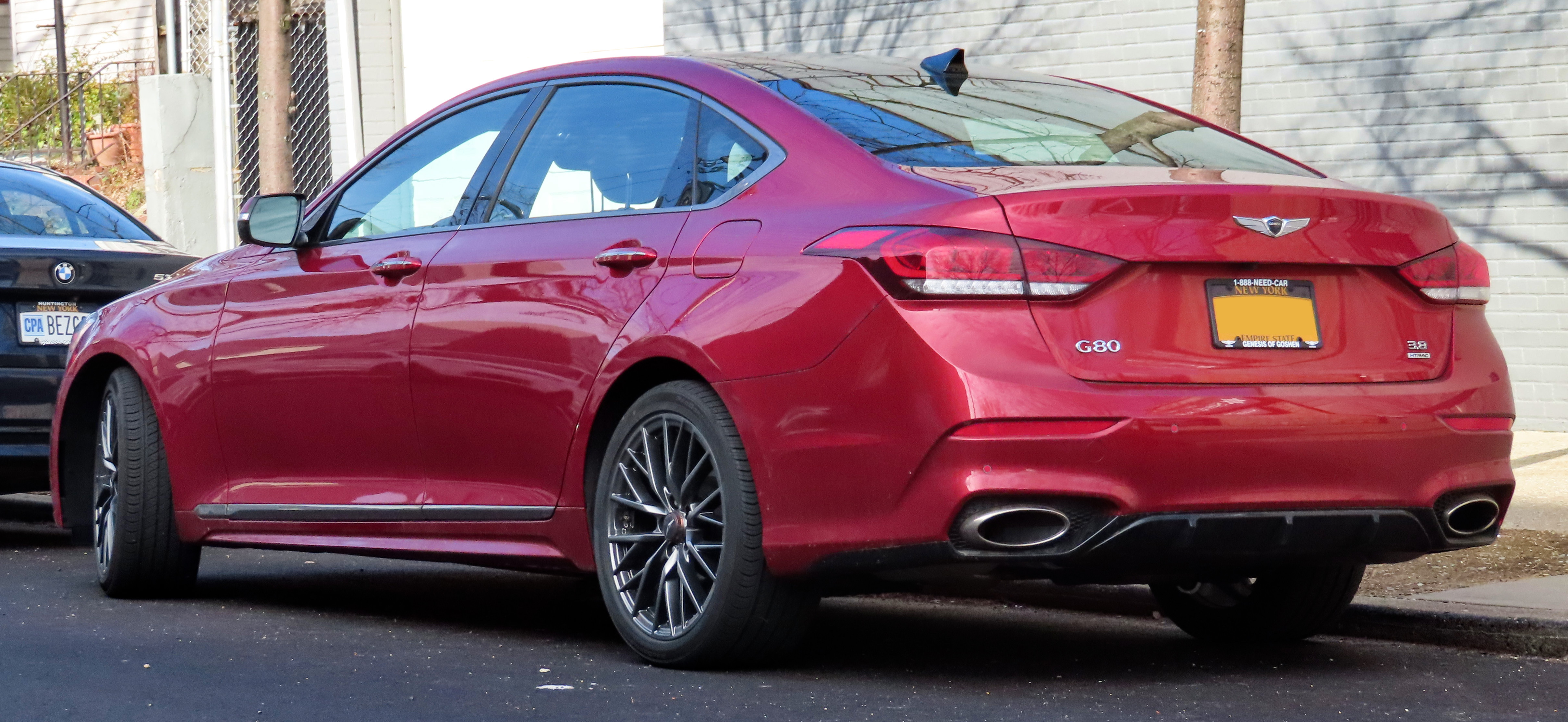
Genesis G80 I Sport – tył

Genesis G80 I został zaprezentowany po raz pierwszy w 2016 roku.
Pierwotnie samochód zadebiutował w listopadzie 2013 roku jako druga generacja modelu Hyundai Genesis, z kolei w styczniu 2016 roku zmieniono jego nazwę na Genesis G80 w ramach utworzenia jesienią 2015 roku nowej luksusowej marki koncernu Hyundai, Genesis Motors.
Pod kątem wizualnym G80 nie przeszło żadnych modyfikacji, poza zniknięciem logo Hyundaia z klapy bagażnika – na pozostałych elementach nadwozia widniało już dedykowane logo Genesis, które pierwotnie wprowadzono już w 2008 roku na potrzeby podkreślenia indywidualnego, luksusowego charakteru pierwszej generacji modelu Hyundai Genesis. Podobnie jak w latach 2013–2016, Genesis G80 oferowany był tylko jako 4-drzwiowy sedan.

### G80 Sport
W październiku 2017 roku gamę Genesisa G80 pierwszej generacji uzupełniła odmiana Sport, która pod kątem wizualnym zyskała większy wlot powietrza z innym układem pomalowanych na czarno poprzeczek, a także dodatkowe wloty w zderzaku, nakładki na progi, dyfuzor, podwójną końcówkę układu wydechowego i sportowe ogumienie. Pod kątem technicznym wariant Sport zyskał także zmodyfikowane zawieszenie, a także mocniejszy, podwójnie doładowany silnik typu V6 o pojemności 3,3-litra i mocy 365 KM. Tylnonapędowy pojazd umożliwiał też dołączenie przedniej osi, opcjonalnie oferując napęd na 4 koła. Pojazd trafił do sprzedaży na początku 2018 roku, ograniczając zasięg rynkowy do Korei Południowej i Ameryki Północnej.

### Sprzedaż
W przeciwieństwie do wariantu z pierwszych 3 lat produkcji oferowanego pod marką Hyundai, pierwsza generacja Genesisa G80 była oferowana wyłącznie na ograniczonych do minimum rynkach Korei Południowej i Stanów Zjednoczonych z Kanadą, gdzie wówczas Genesis było jedynie obecne.

### Silniki
- R4 2.2l CRDi
- V6 3.3l GDi
- V6 3.3l T-GDi
- V6 3.8l GDi
- V8 5.0l GDi

## Druga generacja

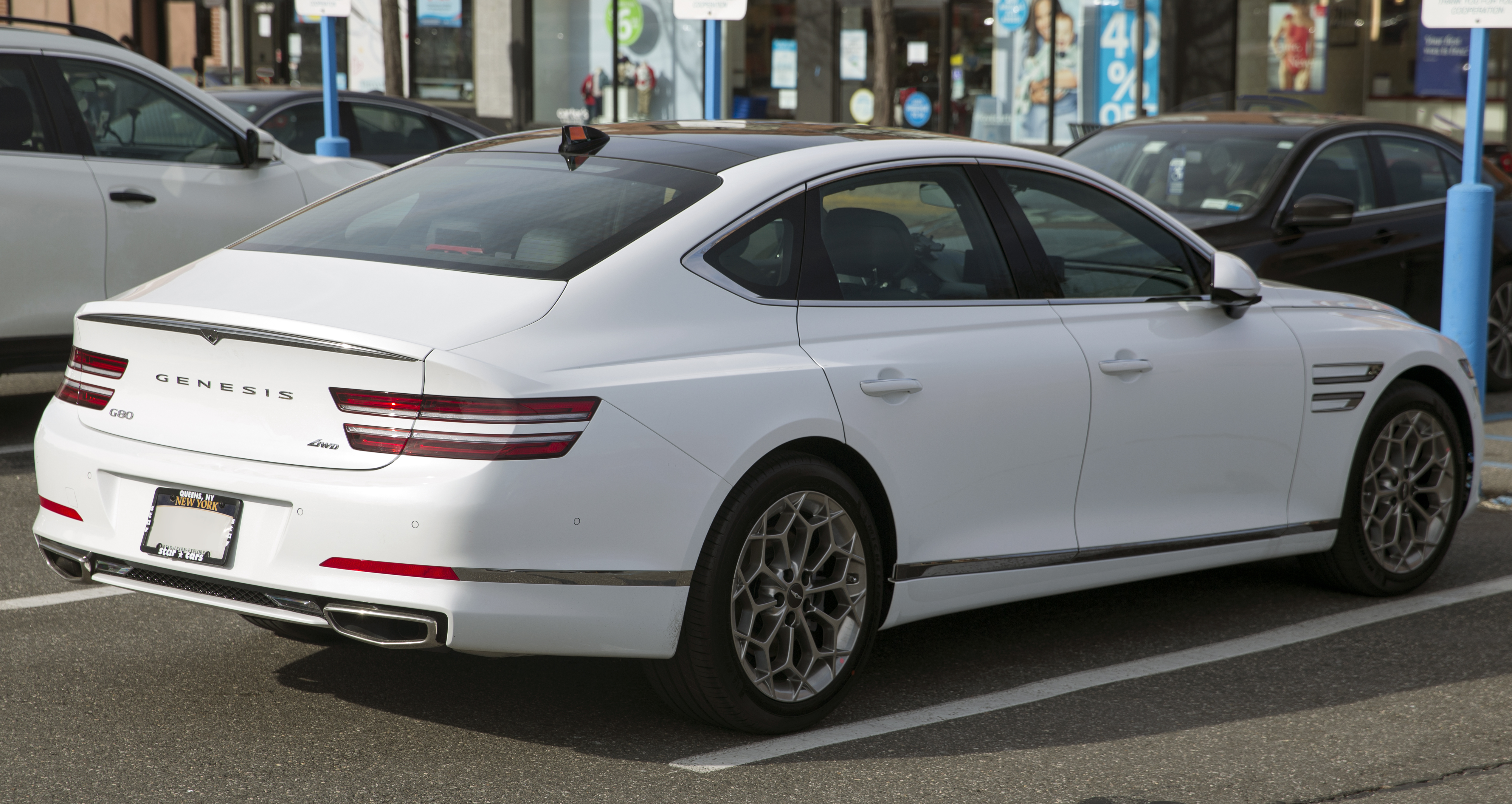
Genesis G80 II – tył

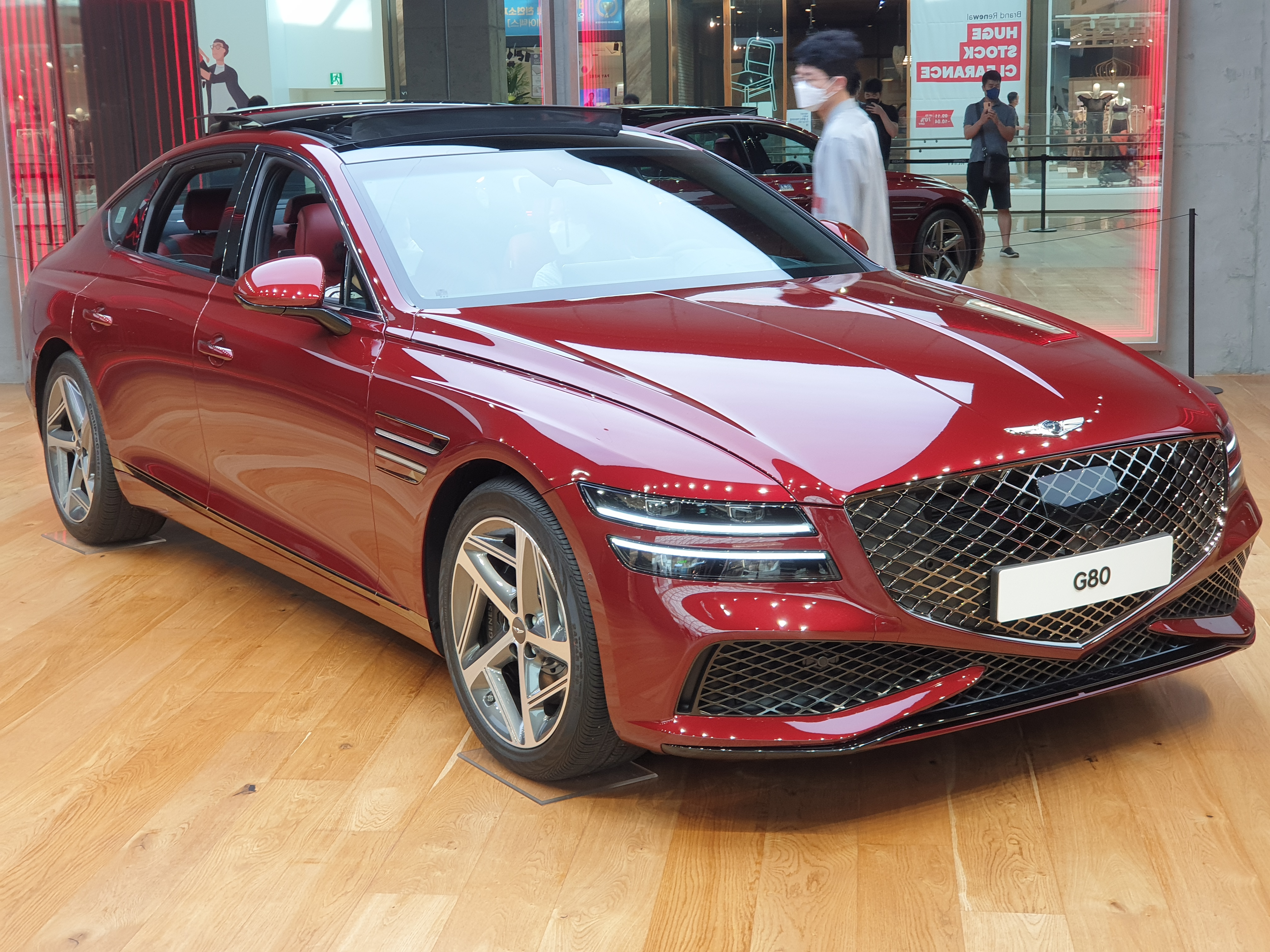
Genesis G80 II Sport

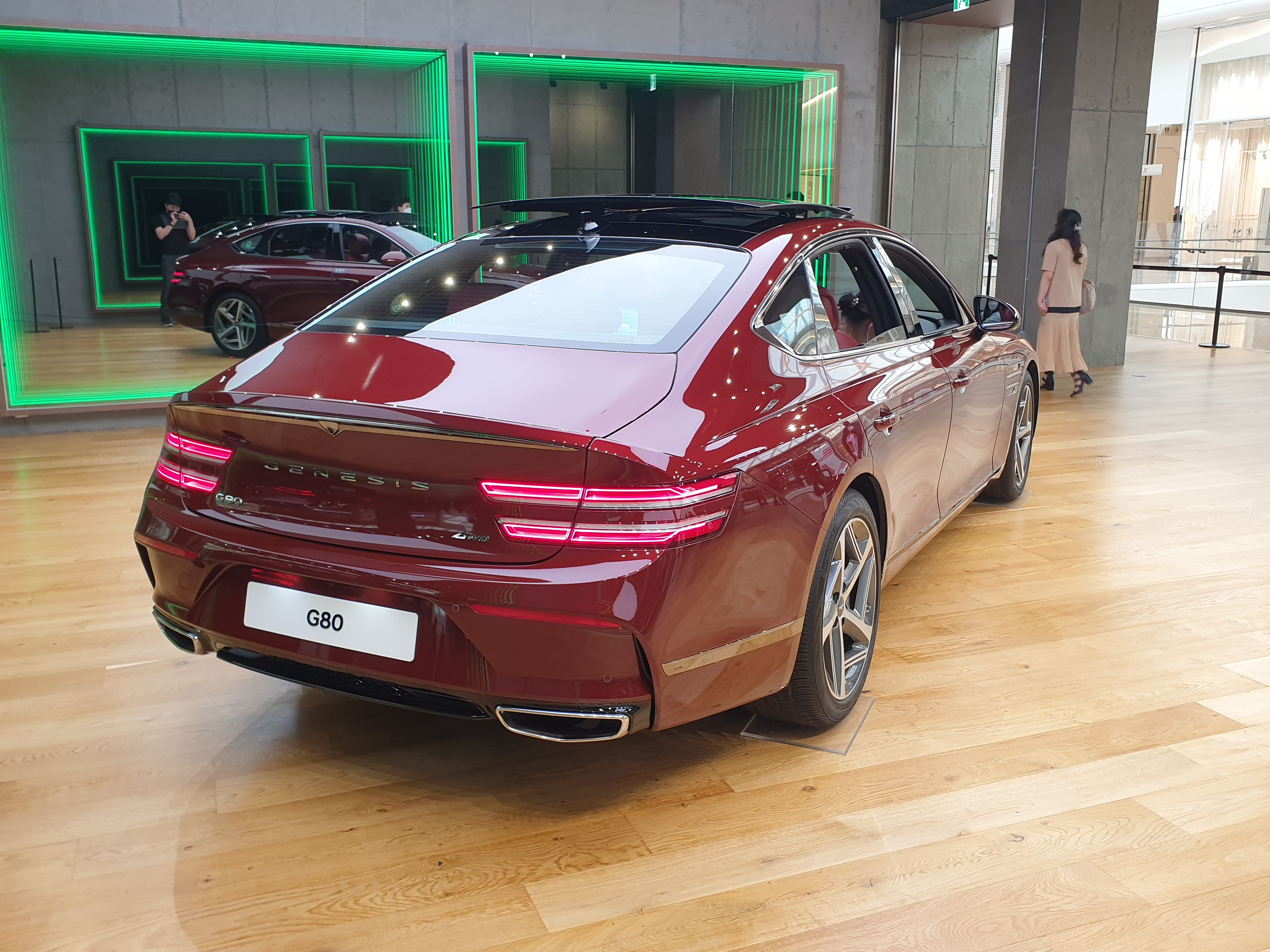
Genesis G80 II Sport – tył

Genesis G80 II został zaprezentowany po raz pierwszy w 2020 roku.
Druga generacja G80 powstała już od podstaw jako samodzielna konstrukcja Genesis, utrzymana w nowym kierunku stylistycznym autorstwa Luka Donckerwolke’a zaprezentowanym po raz pierwszy wobec zmodernizowanej limuzyny G90 w listopadzie 2018 roku.
Samochód przy podobnej długości i takim samym rozstawie osi stał się szerszy i niższy, zyskując płynniejszą sylwetkę z charakterystyczną, opadającą linią nadwozia, a także dużą, strzelistą atrapą chłodnicy i nisko osadzonym oświetleniem, które zarówno w przypadku reflektorów, jak i kierunkowskazów w błotnikach i tylnych lamp przyjęło formułę dwóch, poprowadzonych równolegle kresek.
Kabina pasażerska została utrzymana we wzornictwie podobnym do przedstawionego 2 miesiące wcześniej SUV-a GV80, zyskując 14,5-calowy ekran dotykowy pozwalający na sterowanie systemem multimedialnym i funkcjami pojazdu, a także motyw pasów i podłużnych nawiewów oraz fuzję drewna oraz kolorowej skóry w wykończeniu kokpitu, boczków drzwi i konsoli centralnej. Wskaźniki przyjęły cyfrową formę – są one wyświetlane na 12,3-calowym wyświetlaczu.
Sprzedaż samochodu w pierwszej kolejności rozpoczęła się chwilę po marcowym debiucie w 2020 roku w rodzimej Korei Południowej, z kolei pierwsze dostawy dla klientów w Ameryce Północnej ruszyły w drugiej połowie 2020 roku.

### G80 Sport
W lipcu 2021, podobnie jak w przypadku poprzednika, gamę wyższej klasy Genesis wzbogaciła topowa odmiana G80 Sport. Pod kątem wizualnym zyskala ona dedykowany wzór zderzaków, nakładki na progi, większe 20-calowe alufelgi z wzorem G-Matrix, spojler, dyfor z podwójną końcówką wydechu i bardziej stonowane, dwubarwne malowanie. W kabinie pasażerskiej wprowadzono m.in. z kolei trójramienny wzór kierownicy. Pod kątem technicznym Genesis G80 Sport drugiej generacji charakteryzuje się taką samą gamą silników jak w przypadku odmiany standardowej, składając się w ten sposób z dwóch czterocylindrowych i jednego silnika typu V6. Wszystkie dostępne są tylko z ośmiobiegową przekładnią automatyczną.

### G80 Magma
W marcu 2024 zaprezentowana została specjalna, topowa odmiana o ściśle limitowanym nakładzie z linii Magma. Samochód pokryto charakterystycznym, pomarańczowym lakierem, zastosowano większe wloty powietrza, masywniejsze nadkola oraz dyfuzor w tylnym zderzaku. Samochód napędzono 500-konnym silnikiem benzynowym, a wielkość produkcji ograniczono do 20 egzemplarzy.

### Lifting
W grudniu 2023 Genesis G80 II przeszedł obszerną restylizację, która przyniosła przeprojektowany przedni i tylny zderzak, z czego ten pierwszy element zdominowały obszerniejsze wloty powietrza oraz większa, szersza osłona chłodnicy. Największe modyfikacje przeszła deska rozdzielcza, gdzie zastosowano bardziej minimalistyczny projekt z mniej przysadzistym wystrojem na rzecz zintegrowanego panelu cyfrowych zegarów i systemu multimedialnego o przekątnej 27 cali. Ponadto zastosowano nowe koło kierownicy, przemodelowano konsolę centralną oraz układ przycisków.

### Sprzedaż
W przeciwieństwie do poprzednika, druga generacja G80 zyskała znacznie szerszy zasięg rynkowy. Poza dotychczasowymi ważnymi rynkami w postaci Korei Południowej i Ameryki Północnej tuż po premierze w 2020 roku, w kolejnym roku samochód trafił do sprzedaży także w Europie Zachodniej i Chinach. W połowie pojazd trafił do oficjalnej dystrybucji także na Bliskim Wschodzie.

### Silniki
- R4 2.2l CRDi
- R4 2.5l T-GDi
- V6 3.5l T-GDi

### Electrified G80

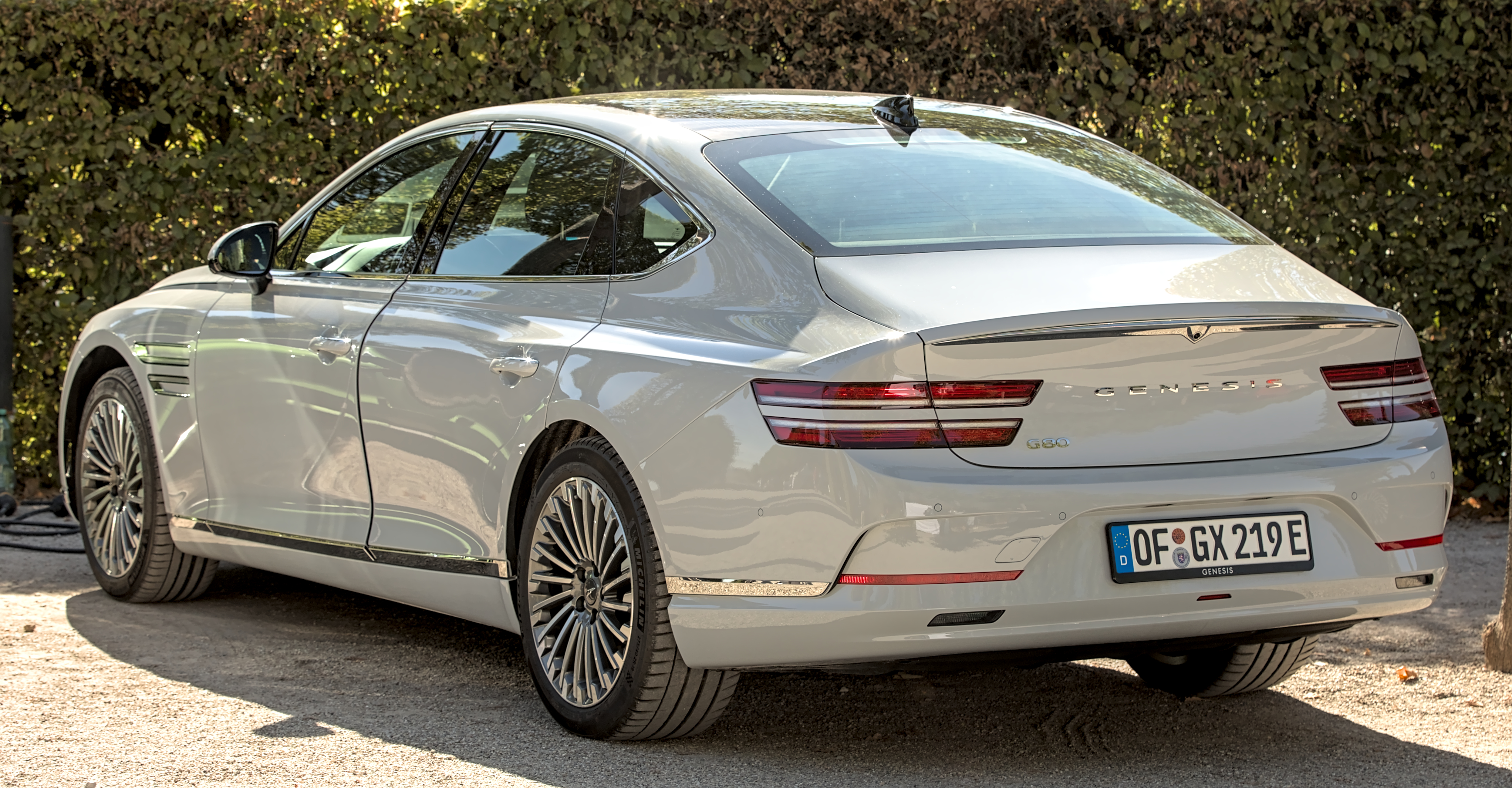
Genesis Electrified G80 – tył

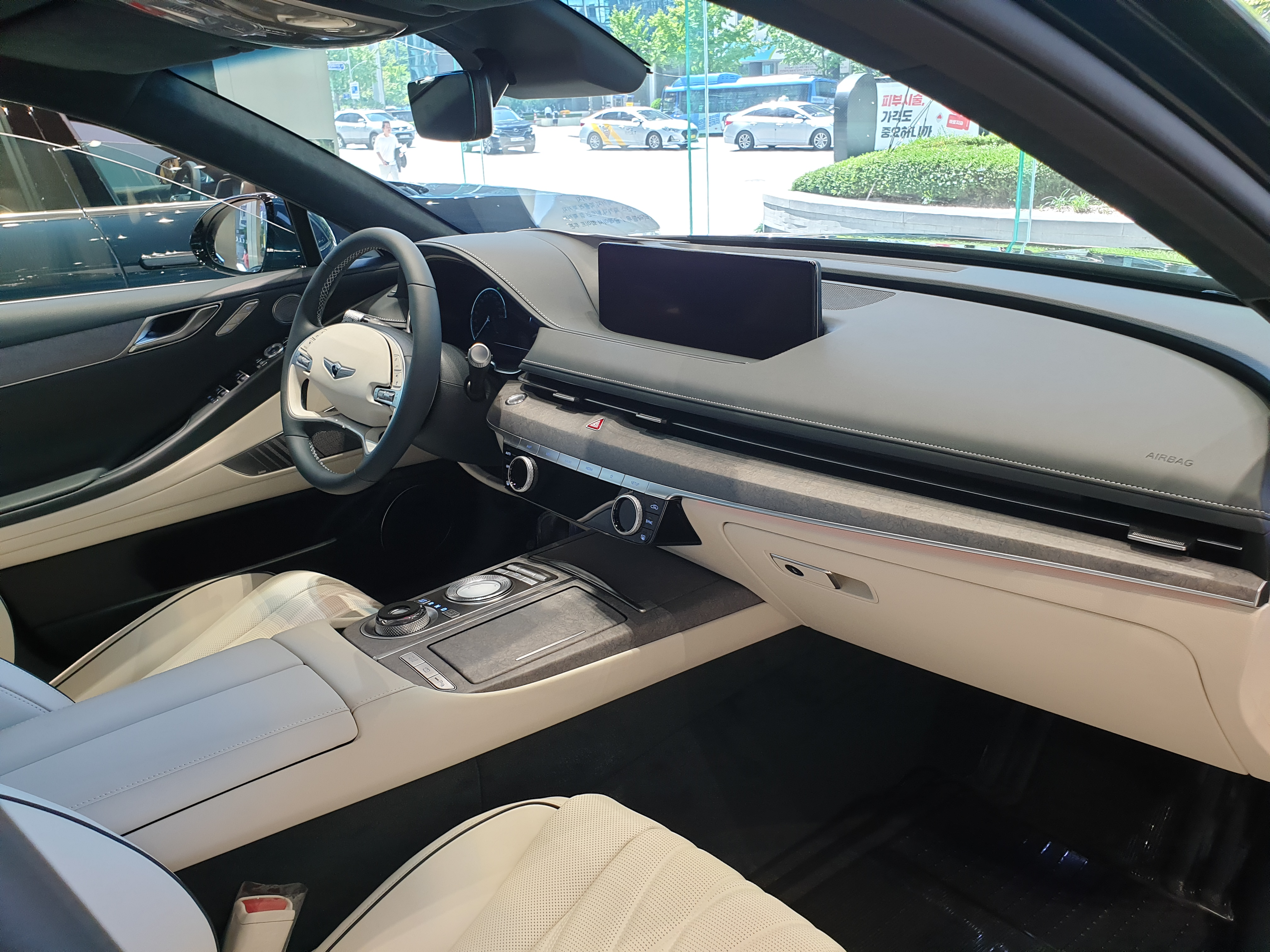
Genesis Electrified G80 – kokpit

Genesis Electrified G80 został zaprezentowany po raz pierwszy w 2021 roku.
Rok po debiucie drugiej generacji modelu G80, Genesis przedstawił opracowany na jej bazie w pełni elektryczny wariant o nazwie Electrified G80, będący zarazem pierwszym samochodem napędzanym prądem w historii południowokoreańskiego producenta. Światowy debiut pojazdu odbył się podczas wystawy samochodowej Auto Shanghai 2021 w Chinach.
Pod kątem wizualnym samochód zyskał niewielkie modyfikacje względem spalinowego odpowiednika, zyskując obszerną plastikową zaślepkę zamiast pierwotnie znajdującej się w tym miejscu atrapy chłodnicy. Po lewej stronie, bliżej reflektora, umieszczona została klapka portu ładowania w kształcie rombu. Ponadto, Genesis Electrified G80 zyskał przeprojektowany przedni zderzak i dedykowany wzór alufelg.
W kabinie pasażerskiej producent zastosował przeprojektowany wzór cyfrowych zegarów z wskaźnikiem zużycia energii. Ponadto, zastosowano drewno pochodzące z recyklingu, a także przetworzony plastik PET.
Zbudowany z myślą o globalnych rynkach zbytu, włącznie m.in. z chińskim, australijskim i europejskim, Genesis Electirfied G80 konkurować będzie z podobnej wielkości, wyższej klasy samochodami elektrycznymi na czele z liderem tej klasy, Teslą Model S.

### Dane techniczne
Układ napędowy modelu Electrified G80 tworzą dwa silniki elektryczne o łącznej mocy 370 KM i maksymalnym momencie obrotowym 700 Nm. Pojazd rozwija 100 km/h w 4,9 sekundy, umożliwiając przejechanie na jednym ładowaniu do ok. 500 kilometrów. Pojazd można podłączyć do szybkiej ładowarki o mocy do 350 kW.